# Cottonwood Creek
La Cottonwood Creek est une rivière de Californie, aux  États-Unis et un important affluent du fleuve Sacramento. 

## Géographie
Elle prend sa source dans les White Mountains (en) et coule ensuite vers l'est dans le désert du Grand Bassin. La Cottonwood Creek irrigue près de 2400 km² dans la chaîne côtiere, avant de rejoindre le fleuve Sacramento en aval de la région de Redding-Anderson. Elle est l'un des trois plus importants affluents du Sacramento entre le barrage de Keswick et Red Bluff.

## Référence
San Francisco Estuary and Watershed Science vol 4 (3), décembre 2006, art. 27